# Saint-Martin-du-Limet
Saint-Martin-du-Limet ist eine französische Gemeinde mit 425 Einwohnern (Stand: 1. Januar 2022) im Département Mayenne in der Region Pays de la Loire; sie gehört zum Arrondissement Château-Gontier und zum Kanton Cossé-le-Vivien. 

## Geographie
Saint-Martin-du-Limet liegt etwa 36 Kilometer südsüdwestlich von Laval. Umgeben wird Saint-Martin-du-Limet von den Nachbargemeinden La Selle-Craonnaise im Nordwesten und Norden, Niafles im Nordosten, Bouchamps-lès-Craon im Osten, Renazé im Süden sowie Saint-Saturnin-du-Limet im Südwesten und Westen.

## Bevölkerungsentwicklung
| Jahr                       | 1962 | 1968 | 1975 | 1982 | 1990 | 1999 | 2006 | 2019 |
| -------------------------- | ---- | ---- | ---- | ---- | ---- | ---- | ---- | ---- |
| Einwohner                  | 457  | 435  | 430  | 415  | 469  | 493  | 470  | 437  |
| Quellen: Cassini und INSEE |      |      |      |      |      |      |      |      |

## Sehenswürdigkeiten
- Kirche Saint-Martin aus dem 19. Jahrhundert
- Kapelle Notre-Dame-de-la-Crue
- Schloss L'Ansaudière
- Herrenhaus von La Joubardière, Monument historique

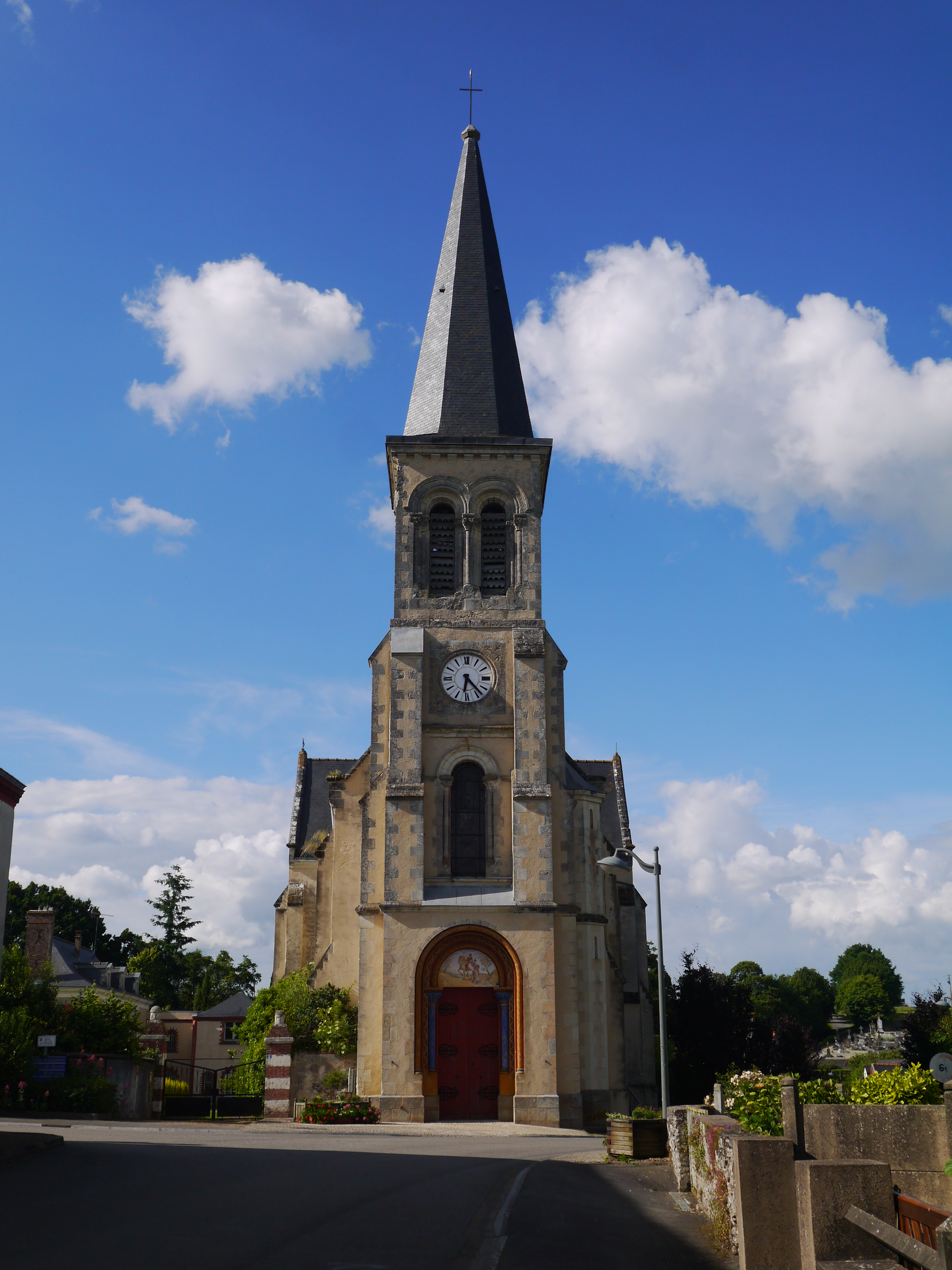
Kirche Saint-Martin
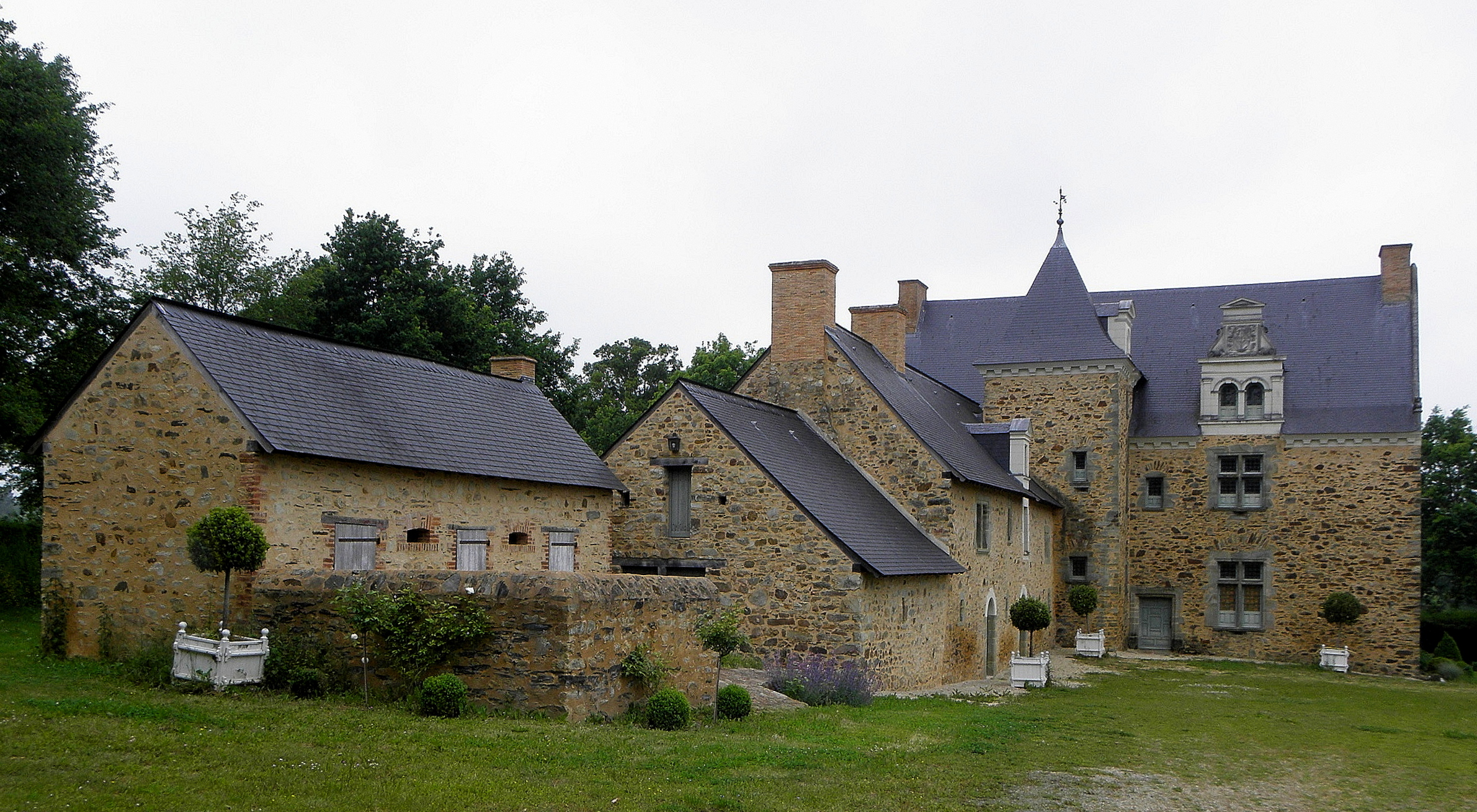
Herrenhaus La Joubadière